# Restrepia muscifera
Restrepia muscifera là một loài thực vật có hoa trong họ Lan. Loài này được (Lindl.) Rchb.f. ex Lindl. miêu tả khoa học đầu tiên năm 1859.

## Hình ảnh

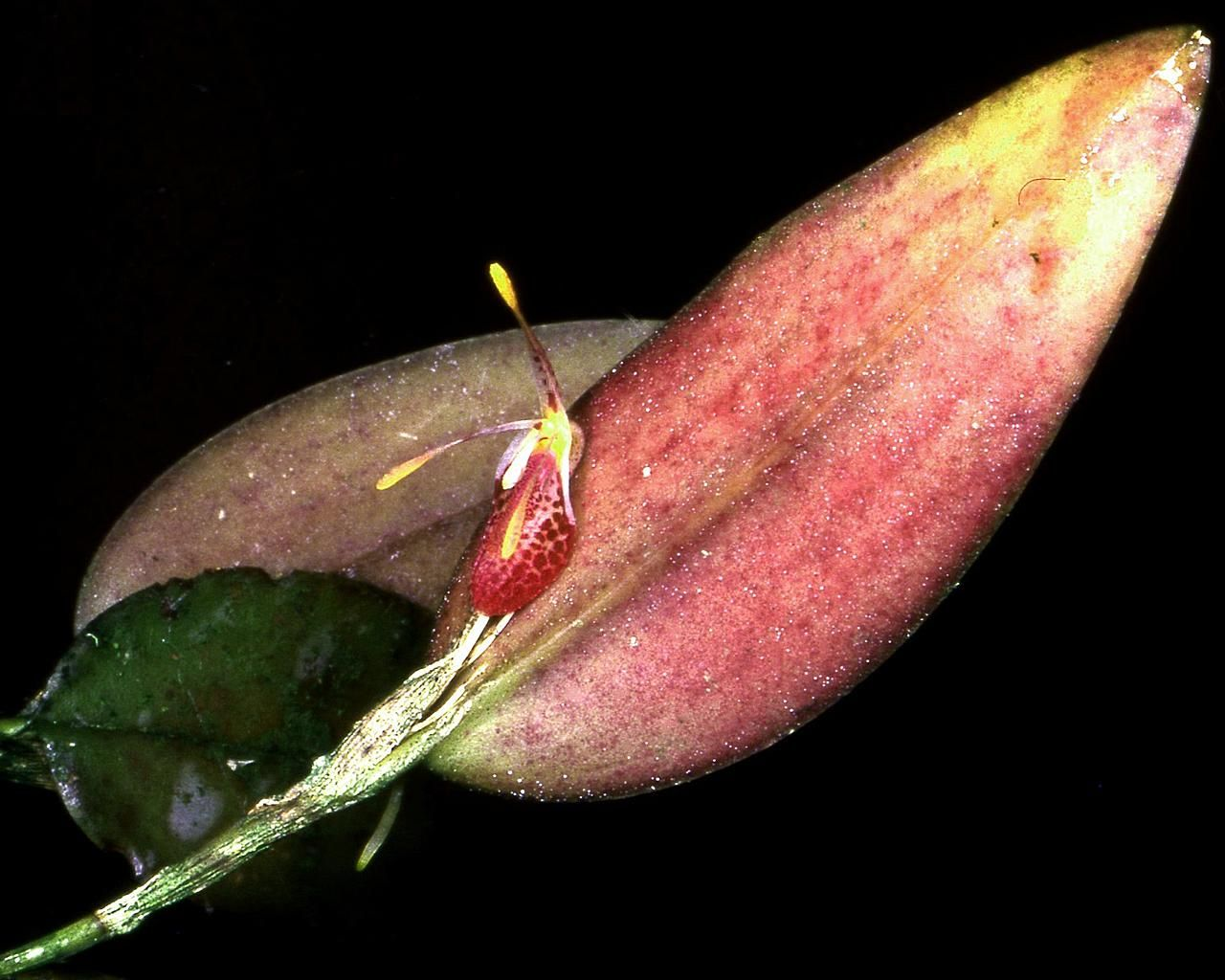
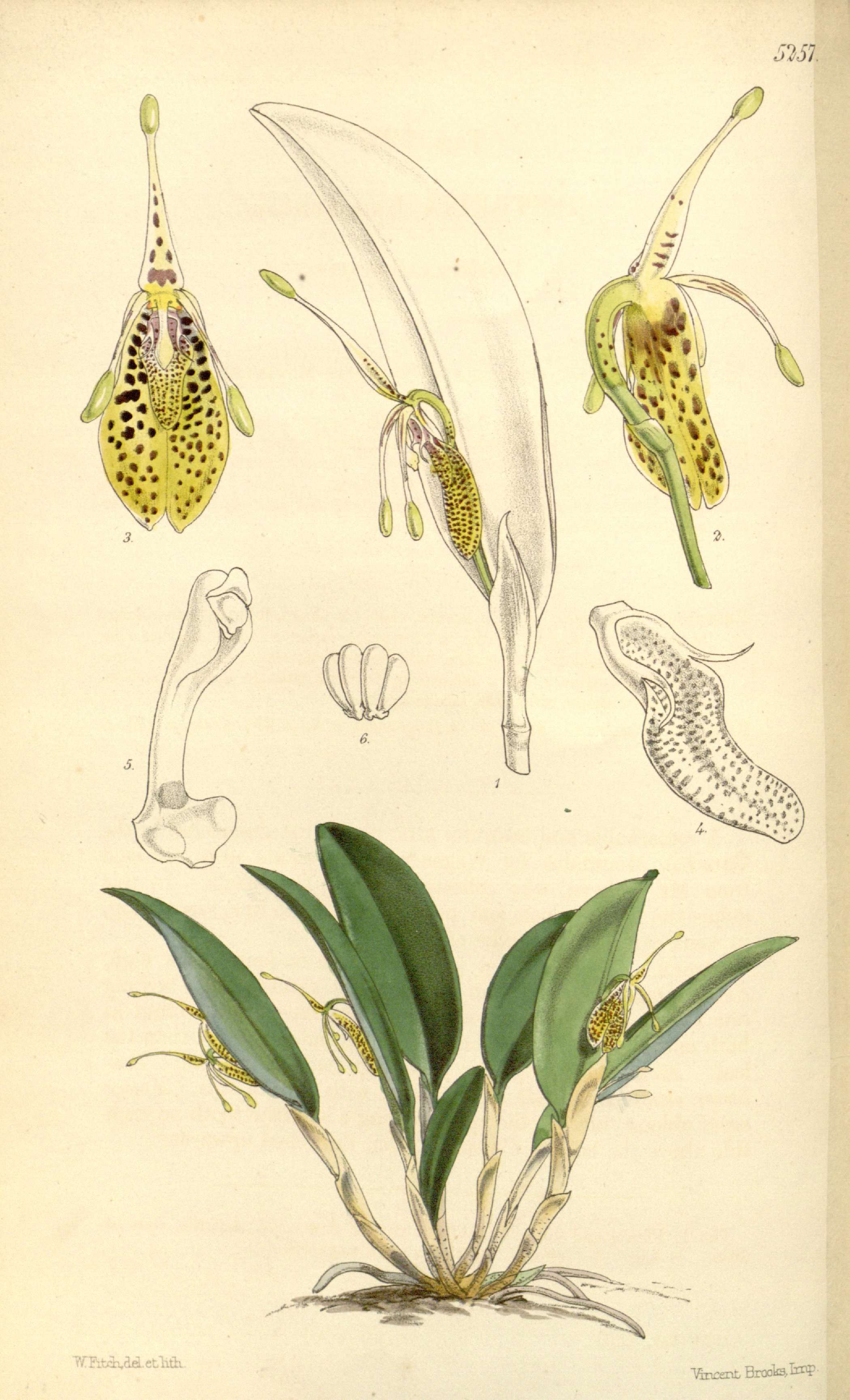